# Сборная Исландии по хоккею с шайбой
Сбо́рная Исла́ндии по хокке́ю с ша́йбой является полноправным членом Международной федерации хоккея и представляет Исландию на международных соревнованиях. В настоящий момент выступает в дивизионе II B чемпионата мира. Исландия занимает 35 место в Мировом рейтинге ИИХФ по состоянию на 2025 год.

## История
Исландия сыграла свою первую игру в ЮАР во время чемпионата мира 1999 года в группе D, проиграв Израилю 0:11. Исландия финишировала на последнем месте. С тех пор они принимали участие в каждом чемпионате мира, и в настоящее время участвуют в чемпионате мира во втором дивизионе. Уже следующий чемпионат группы D прошёл в Рейкьявике, и хозяева заняли место в середине таблицы. В результате реорганизации мировых чемпионатов Исландия перешла во второй дивизион.
Весной 2003 года исландцы неудачно выступили во втором дивизионе и ушли в третий. Чемпионат третьего дивизиона ИИХФ доверило Исландии и оно вновь прошло в столице страны и хозяева финишировали первыми. Однако на следующий год на чемпионате второго дивизиона в Белграде хоккеисты Исландии вновь переместились в третий дивизион. Чемпионат третьего дивизиона в 2006 году в третий раз был доверен Рейкьявику и вновь хозяева уверенно заняли первое место. В 2011 году была вновь проведена реорганизация низших чемпионатов мира по хоккею и исландцы получили место в группе А второго дивизиона.
Впервые турнир такого уровня прошёл в столице Исландии и хозяева финишировали на четвёртом месте и сохранили в этой группе своё место. Весной 2013 года в Загребе на турнире второго дивизиона хоккеисты Исландии заняли третье (31-е) место, что было лучшим достижением Исландии на тот момент времени. В апреле 2014 года в Белграде на турнире второго дивизиона исландцы оказались на втором (30-м) месте и это место их лучшее достижения за все годы. В апреле 2015 года в Рейкьявике состоялся юбилейный (пятый для Исландии) чемпионат второго дивизиона группы А. Хозяева сохранили своё место в этой группе.

## Текущий состав
Следующие игроки принимали участие в дивизионе II B чемпионата мира 2025 года (Данидин, Новая Зеландия).
| Номер | Имя                             | Позиция    | Рост, см | Вес, кг | Дата рождения             | Клуб                  |
| ----- | ------------------------------- | ---------- | -------- | ------- | ------------------------- | --------------------- |
| 1     | Хельги Тоур Иварссон            | Вратарь    | 182      | 82      | 13 марта 2004 (21 год)    | Айсберен (Эппельхайм) |
| 20    | Роуберт Андри Стейнгримссон     | Вратарь    | 174      | 88      | 17 ноября 1998 (26 лет)   | Акюрейри              |
| 4     | Кристьяун Роуар Йоуханнессон    | Защитник   | 180      | 80      | 24 июня 2005 (19 лет)     | Фьёльнир (Рейкьявик)  |
| 5     | Гюннар Адальгейр Арасон (А)     | Защитник   | 185      | 97      | 15 марта 2001 (24 года)   | Акюрейри              |
| 6     | Андри Маур Хельгасон            | Защитник   | 182      | 79      | 11 декабря 1995 (29 лет)  | Фьёльнир (Рейкьявик)  |
| 7     | Ормюр Картль Йоунссон           | Защитник   | 180      | 76      | 30 июля 2005 (19 лет)     | Акюрейри              |
| 8     | Виктор Ян Мойжишек              | Защитник   | 180      | 65      | 12 марта 2006 (19 лет)    | Фьёльнир (Рейкьявик)  |
| 9     | Роуберт Фрейр Паульссон         | Защитник   | 175      | 75      | 19 июля 1991 (33 года)    | Фьёльнир (Рейкьявик)  |
| 10    | Хатльдоур Инги Скуласон         | Защитник   | 187      | 82      | 29 апреля 2000 (25 лет)   | Акюрейри              |
| 16    | Артнар Хельги Кристьяунссон     | Защитник   | 180      | 65      | 1 августа 2005 (19 лет)   | Кассель Эйтинайнерз   |
| 11    | Хёйкюр Фрейр Карвельссон        | Нападающий | 186      | 75      | 12 апреля 2006 (19 лет)   | Рейкьявик             |
| 12    | Оулавюр Бальдвин Бьёргвинссон   | Нападающий | 179      | 70      | 23 июня 2006 (18 лет)     | Акюрейри              |
| 13    | Уни Стейтн Блёндаль Сигюрдарсон | Нападающий | 186      | 81      | 29 сентября 2005 (19 лет) | Акюрейри              |
| 14    | Хафтоур Андри Сигрунарсон       | Нападающий | 180      | 85      | 9 июля 1997 (27 лет)      | Акюрейри              |
| 15    | Бальтасар Ари Хьяульмарссон     | Нападающий | 183      | 78      | 28 октября 2002 (22 года) | Акюрейри              |
| 17    | Маттиас Маур Стефаунссон        | Нападающий | 181      | 75      | 17 февраля 1998 (27 лет)  | Акюрейри              |
| 18    | Уннар Хавберг Рунарссон         | Нападающий | 174      | 73      | 29 декабря 2002 (22 года) | Акюрейри              |
| 19    | Андри Маур Микаэльссон          | Нападающий | 184      | 87      | 5 декабря 1990 (34 года)  | Акюрейри              |
| 21    | Виггоу Хлинссон                 | Нападающий | 183      | 73      | 10 августа 2004 (20 лет)  | Фьёльнир (Рейкьявик)  |
| 22    | Хейдар Гёйти Йоуханнссон        | Нападающий | 189      | 77      | 2 ноября 2002 (22 года)   | Акюрейри              |
| 23    | Йоуханн Маур Лейфссон (А)       | Нападающий | 186      | 89      | 31 июля 1993 (31 год)     | Акюрейри              |
| 24    | Хильмар Бенедихт Сверриссон     | Нападающий | 175      | 82      | 25 марта 1998 (27 лет)    | Фьёльнир (Рейкьявик)  |

| Должность         | Имя                   | Гражданство | Дата рождения          |
| ----------------- | --------------------- | ----------- | ---------------------- |
| Главный тренер    | Мартин Стружиньский   | Дания       | 10 июня 1978 (46 лет)  |
| Ассистент тренера | Рунар Фрейр Рунарссон | Исландия    | 31 июля 1978 (46 лет)  |
| Ассистент тренера | Шелдон Рисбек         | Канада      | 18 марта 1986 (39 лет) |

## В массовой культуре
- В фильме «Могучие утята 2» главные герои, представляющие сборную США по хоккею с шайбой на юношеских Играх доброй воли, встречаются со сборной Исландии в решающем матче за золотые медали.